# Feldgehölz

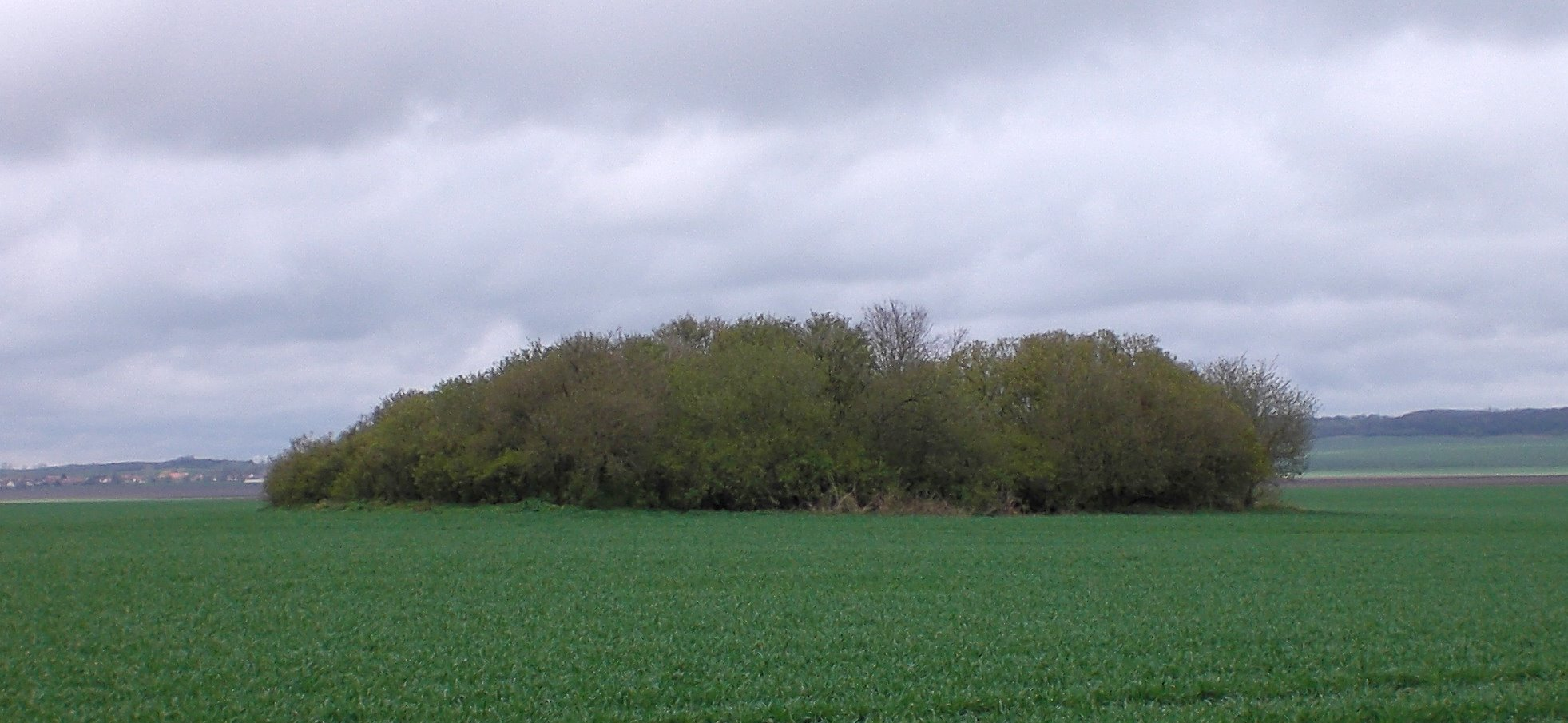
Feldgehölz auf landwirtschaftlich genutzter Fläche

Ein Feldgehölz (auch Feldholzinsel) ist ein kleinerflächiger Bestand von Bäumen und Sträuchern. Durch letztere grenzt es sich gegenüber der Baumgruppe, dem Hain und der Hecke ab. Durch einen höheren Anteil an Bäumen unterscheiden sich Feldgehölze von den Gebüschen und befinden sich meist auf landwirtschaftlich schlecht nutzbaren Flächen.

## Aufbau
Die den Rand der Feldgehölze säumenden Sträucher und hochwüchsigen Stauden machen nur einen kleineren Anteil der Arten aus, im Inneren findet man ein waldähnliches Kleinklima. Neben Rosengewächsen findet man beispielsweise Wicken und Labkräuter. Die Randbereiche hingegen weisen durch unterschiedliche Exposition große Kleinklimaunterschiede ähnlich den Hecken auf. Angaben zur Fläche unterscheiden sich in der Literatur, überschreiten jedoch nicht 0,5 ha. Das Verhältnis der Blattfläche zur Bodenfläche ist höher als beim Wald.

## Geschichte und Funktion
Ökologische Bedeutung: Als Überreste von ehemaligem Wald oder als Anpflanzungsmaßnahmen tragen Feldgehölze zum Artenreichtum der Kulturlandschaft bei, dienen als landschaftliche Gliederung, stellen zwischen den Wirtschaftsflächen naturartige Elemente dar und haben darüber hinaus eine große ökologische Bedeutung. Als Kleinstrukturen bilden sie beispielsweise Trittsteine zwischen verschiedenen faunistisch wertvollen Biotopen im Rahmen des Biotopverbunds, sind Lebens- und Wohnraum für einheimische, teils bedrohte Arten, bieten Nahrungsraum und Überwinterungsquartiere. Sie bieten Vögeln Nistquartiere, geben Wildtieren Deckung oder bilden mit Früchten Nahrungsgrundlage für Insekten und die Futterkette.
Funktionale Bedeutung: Feldgehölze finden sich als Gliederungs- und Funktionselement in der Kulturlandschaft. Sie dienen zur Abgrenzung von kleinen Teichen oder Bächen zur landwirtschaftlichen Nutzfläche, geben an Hängen und Geländestufen Wegen oder Nutzflächen durch Wurzeln Halt. Je nach Lage bieten sie auch als Hecke einen Windschutz. Sie finden sich zudem an unzugänglichen Flächen, wie an Orten der Geländeentnahme (wie Steinbrüche) oder Aufschüttungen (wie Wälle oder Hügel).

## Kritik
Oftmals wird die vielfältige Artenzahl von der Landwirtschaft als Kritik aufgeführt, da unklar ist, ob bewohnende Tiere potentielle Schädlinge für den Produzenten darstellen. Da es sich beispielsweise im Großteil um Wald- und Arten mit größerem ökologischen Wirkbereich handelt und das Nahrungsangebot für große Mengen möglicher Schädlinge wie beispielsweise Rüsselkäfer oder Blattläuse nicht ausreicht, ist von einer durch höhere Vielfalt besseren Abhängigkeitskette der Arten auszugehen, was eine Entwicklung von Massenvorkommen von Schädlingen eingrenzt. Etwa 30 % bis 40 % der Schädlinge sind durch die vorherrschende Vielfalt selbst durch Schmarotzer befallen.